# Florian Graf (Politiker, 1973)

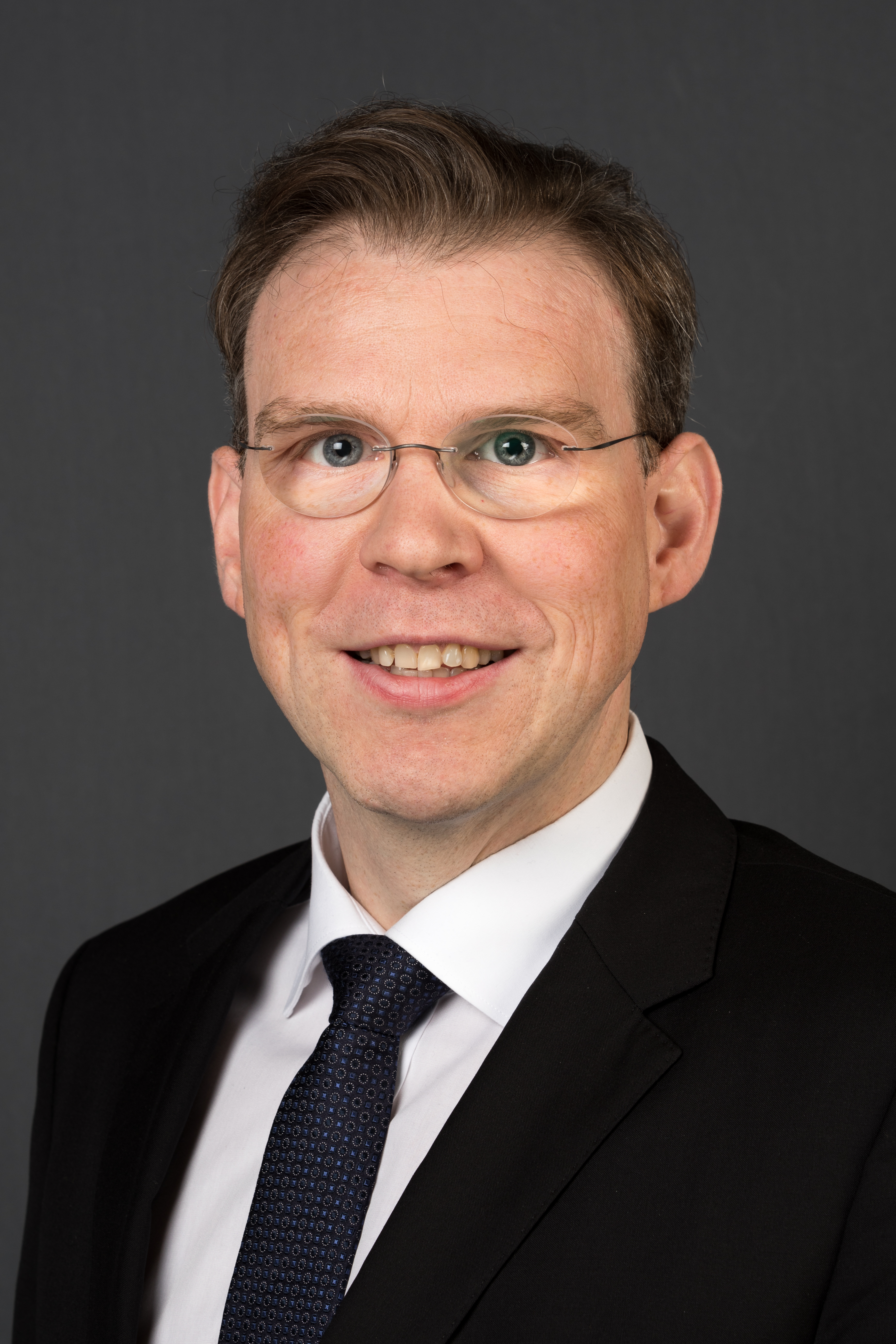
Florian Graf, 2017

Florian Graf (* 5. Oktober 1973 in Berlin) ist ein deutscher Politiker (CDU). Er ist seit 2023 Chef der Berliner Senatskanzlei und Staatssekretär für Medien und die Metropolregion. Davor war er von 2006 bis 2020 Mitglied des Abgeordnetenhauses von Berlin und in dieser Zeit von 2011 bis 2018 Vorsitzender der CDU-Fraktion.

## Leben

### Ausbildung und Beruf
Graf wuchs in Berlin-Tempelhof auf. 1993 legte er das Abitur am Luise-Henriette-Gymnasium ab. Von 1993 bis 1996 erfolgte ein Fachhochschulstudium der Verwaltungswirtschaft an der Fachhochschule für Verwaltung und Rechtspflege Berlin. 1996 beendete er das Studium als Diplom-Verwaltungswirt (FH).
1997 leistete er den Wehrdienst ab. Anschließend war er von 1997 bis 2000 in der Senatsverwaltung für Inneres tätig. Von 2000 bis 2001 war er Persönlicher Referent des Staatssekretärs in der Senatsverwaltung für Wirtschaft und Technologie. Von 2001 bis 2006 war er Leiter des Büros und Chef des Stabes der CDU-Fraktion im Abgeordnetenhaus von Berlin.
2004 absolvierte er an der Universität Potsdam eine Promotionseignungsprüfung, zur Kompensation des Fachhochschulabschlusses.
2010 wurde er von der Universität Potsdam zum Dr. rer. pol. promoviert. Am 27. April 2012 ließ er verlauten, den Doktorgrad zurückgeben zu wollen. Nach Darstellung der Universität hatten sich „Zweifel an der wissenschaftlichen Qualität sowie der Plagiatsverdacht ergeben“. Am 2. Mai 2012 entzog ihm die Universität den Doktorgrad, da er „an mehreren Stellen in seiner Dissertation abgeschrieben“ habe. Der Promotionsausschuss der Wirtschafts- und Sozialwissenschaftlichen Fakultät bescheinigte Graf in seiner Sitzung, die Universität getäuscht zu haben. Zuvor hatte er selbst den Entzug seines 2010 erworbenen Doktorgrades beantragt. Er räumte gegenüber seiner Hochschule schwere Fehler in seiner Doktorarbeit ein.

## Politischer Werdegang

### Partei
Graf trat 1995 der Jungen Union und der CDU bei und ist seit 1997 ununterbrochen Delegierter für den Landesparteitag der CDU Berlin. Zudem ist er auch Delegierter des Bundesparteitages.
Von 1999 bis 2003 war er stellvertretender Landesvorsitzender der JU Berlin und von 2003 bis 2012 Vorsitzender des CDU-Ortsverbandes Neu-Tempelhof. Bereits 2002 wurde er erstmals Mitglied des Vorstands des CDU-Kreisverbandes Tempelhof-Schöneberg.
Vom 10. März 2007 bis zum 13. November 2021 war Graf Vorsitzender des Kreisverbandes der CDU Tempelhof-Schöneberg. Am 13. November 2021 wurde er einstimmig zum Ehrenvorsitzenden der CDU Tempelhof-Schöneberg gewählt.
Zudem ist er seit dem 10. Januar 2013 Vorsitzender des neu gegründeten Ortsverbandes Mariendorf-Marienfelde. Darüber hinaus war er seit 2008 Mitglied im Bundesfachausschuss „Finanzen, Wirtschaft und Energie“ der CDU Deutschlands.
Seit dem 19. Juni 2021 ist Graf Beisitzer im Landesvorstand der CDU Berlin, dem er bereits als Kreisvorsitzender qua Amt angehörte.
2012 war er einer von sieben Wahlmännern und Wahlfrauen der CDU Berlin in der Bundesversammlung.

### Abgeordnetenhaus von Berlin (2006–2020)
2006 zog er über die Bezirksliste im Wahlkreis 5 von Tempelhof-Schöneberg in das Abgeordnetenhaus von Berlin ein (2006: 33,0 Prozent). Von 2006 bis 2011 war er Leiter des Arbeitskreises 'Haushalt und Finanzen' der CDU-Fraktion im Abgeordnetenhaus von Berlin. Darüber hinaus war er Stellvertretender Vorsitzender des Hauptausschusses sowie Sprecher im Vermögensausschuss und im 1. Untersuchungsausschuss „Spreedreieck“ und 2. Untersuchungsausschuss „HoWoGe“. Von Januar 2009 bis November 2011 war er Parlamentarischer Geschäftsführer der CDU-Fraktion Berlin.
Im Jahr 2009 machte Graf auf sich aufmerksam, als er vor dem Berliner Verfassungsgerichtshof auf Akteneinsicht in den Mietvertrag zwischen dem Land Berlin und der Modemesse Bread & Butter klagte. Zuvor hatte der Senat den Parlamentariern die Akteneinsicht verwehrt. Der CDU-Fraktion Berlin wurde schließlich Akteneinsicht gewährt.
2011 erlangte Graf mit 43,7 Prozent der Erststimmen das Direktmandat im Wahlkreis Tempelhof-Schöneberg 6 und zog erneut ins Abgeordnetenhaus ein.

#### Fraktionsvorsitzender (2011–2018) und Oppositionsführer (2016–2018)
Am 1. Dezember 2011 wurde er als Nachfolger von Frank Henkel, der als Innensenator in den rot-schwarzen Senat des Regierenden Bürgermeisters Klaus Wowereit wechselte, mit 95 Prozent zum neuen CDU-Fraktionsvorsitzenden im Berliner Abgeordnetenhaus gewählt.
Nach der Erklärung einer „freiwilligen Rückgabe seines Doktortitels“ am 27. April 2012 kündigte Graf an, am 3. Mai 2012 bei einer Sonderfraktionssitzung der CDU in geheimer Abstimmung die Vertrauensfrage über seinen weiteren Verbleib im Amt des CDU-Fraktionsvorsitzenden stellen zu wollen. Bei dieser Abstimmung sprachen sich 30 der 34 anwesenden Abgeordneten dafür aus, dass er im Amt bleibt; drei votierten dagegen, einer enthielt sich.
Bei der turnusgemäßen Neuwahl des geschäftsführenden Fraktionsvorstandes am 14. Januar 2014 wurde Graf mit 97,2 % der Stimmen in seinem Amt bestätigt.
Bei den Wahlen zum Abgeordnetenhaus 2016 konnte Graf sein Direktmandat im Wahlkreis Tempelhof-Schöneberg 6 mit 32,1 Prozent der Stimmen verteidigen.
Er wurde am 20. September 2016 mit 93,3 Prozent erneut zum Fraktionsvorsitzenden gewählt und war seit dem Amtsantritt des Senats Müller II am 8. Dezember 2016 zugleich Oppositionsführer im Berliner Abgeordnetenhaus.
In einer Presseerklärung gab Graf am 31. Mai 2018 bekannt, vom Amt des Fraktionsvorsitzenden zurückzutreten, und, unter Beibehaltung seines Mandats, die Position des Geschäftsführers des Landesverbandes Berlin-Brandenburg des CDU-Wirtschaftsrates zu übernehmen.
Während der ordentlichen Fraktionssitzung am 12. Juni 2018 wurde schließlich der CDU-Abgeordnete Burkard Dregger zum neuen Fraktionsvorsitzenden gewählt, der somit auch die Rolle des Oppositionsführers einnahm.
Am 18. September 2020 gab Graf bekannt, dass ihn das Präsidium des CDU-Wirtschaftsrates zum Januar 2021 in die Bundesgeschäftsführung berufen habe. Infolgedessen verzichtete er auf eine im September 2020 geplante erneute Nominierung als Direktkandidat in seinem bisherigen Wahlkreises und kündigte an, das Mandat zum Jahresende niederzulegen.
Seine letzte Sitzung als Abgeordneter war die 68. Plenarsitzung des Abgeordnetenhauses am 10. Dezember 2020, bei der er von Parlamentspräsident Ralf Wieland gewürdigt und verabschiedet wurde.
Graf schied am 31. Dezember 2020 aus dem Parlament aus. Für ihn rückte am 4. Januar 2021 Christian Zander in das Berliner Abgeordnetenhaus nach.

### Verbandstätigkeit (2018–2023)
Am 15. Juni 2018 wurde Graf als Nachfolger von Markus Rosenthal Landesgeschäftsführer des CDU-Wirtschaftsrates Berlin-Brandenburg, ehe er im Januar 2021 in die Bundesgeschäftsführung berufen wurde.
Im Januar 2022 übernahm er die Aufgaben als Geschäftsführer im Bundesverband der Sicherheitswirtschaft.

### Rückkehr in die Politik

#### Chef der Senatskanzlei (ab 2023)
Nach der Wiederholungswahl zum Berliner Abgeordnetenhaus 2023 wurde Graf am 28. April 2023 unter dem Regierenden Bürgermeister Kai Wegner (CDU) zum Chef der Berliner Senatskanzlei und Staatssekretär für Medien und die Metropolregion ernannt.

## Sonstiges Engagement
Graf ist Mitglied des Beirats der Einstein-Stiftung Berlin, Zweiter Vorsitzender des Fördervereins des TSV Tempelhof-Mariendorf sowie Mitglied im Kuratorium der Hertha-BSC-Stiftung.

## Privates
Florian Graf ist verheiratet und hat drei Kinder. Er ist Mitglied der Evangelischen Kirche Berlin-Brandenburg-schlesische Oberlausitz.

## Politische Positionen

### Haushalt und Finanzen
Als Haushalts- und Finanzpolitiker hat sich Graf in der Berliner Politik auch über die Parteigrenzen hinaus einen Namen gemacht. Er gilt als „fleißiger, kommunikativer und umgänglicher Sacharbeiter“, der sich vor allem stets für den Abbau der Schulden und die Einführung der Schuldenbremse eingesetzt hat. Als CDU-Fraktionsvorsitzender war er maßgeblich daran beteiligt, dass man sich mit dem Koalitionspartner SPD in den wichtigen Fragen des Doppelhaushaltes 2014/2015 einig werden und somit für das Jahr 2014 ein ausgeglichener Berliner Landeshaushalt vorgelegt werden konnte.

### Digitale Agenda
Graf hat für das Jahr 2014 die Erarbeitung einer Digitalen Agenda als einen Schwerpunkt seiner Fraktion definiert. Ziel sei es, die Berliner Verwaltung durch die Einführung von e-Akten bürgerfreundlicher zu gestalten. Viele Behördengänge sollen künftig auch online erledigt werden können.

### Vereinbarkeit von Familie und Beruf
Eine zentrale Forderung Grafs ist die Verbesserung von Vereinbarkeit von Familie und Beruf. Er halte dies für einen echten Standortfaktor und wünscht sich, dass Berlin hier eine Vorreiterposition einnimmt. Dazu gehört für ihn vor allem auch der massive Kita-Ausbau sowie die uneingeschränkte Geschwisterkindregelung beim Zugang zur Oberschule.